# Evolução do Colégio dos Cardeais sob o pontificado de Urbano VII
Abaixo está a evolução do colégio de cardeais durante o pontificado de Urbano VII e a subsequente vaga vaga .

## Composição para consistório
| Consistóro                    | Set 1590 | Out 1590 |
| ----------------------------- | -------- | -------- |
| Dezembro 1553                 | 1        | 1        |
| Consistórios de Júlio III     | 1        | 1        |
| Janeiro 1560                  | 1        | 1        |
| Fevereiro 1561                | 4        | 4        |
| Março 1565                    | 3        | 3        |
| Consistórios de Pio IV        | 8        | 8        |
| Março 1566                    | 1        | 1        |
| Março 1568                    | 1        | 1        |
| Maio 1570                     | 4        | 4        |
| Consistórios de Pio V         | 6        | 6        |
| Novembro 1576                 | 1        | 1        |
| Março 1577                    | 1        | 1        |
| Fevereiro 1578                | 2        | 2        |
| Dezembro 1578                 | 1        | 1        |
| Dezembro 1583                 | 16       | 15       |
| Julho 1584                    | 1        | 1        |
| Consistórios de Gregório XIII | 22       | 21       |
| Maio 1585                     | 1        | 1        |
| Dezembro 1585                 | 6        | 5        |
| Novembro 1586                 | 8        | 8        |
| Agosto 1587                   | 1        | 1        |
| Dezembro 1587                 | 7        | 7        |
| Julho 1588                    | 1        | 1        |
| Dezembro 1588                 | 2        | 2        |
| Dezembro 1589                 | 4        | 4        |
| Consistórios de Sisto V       | 30       | 29       |
| Total                         | 67       | 65       |

## Evolução durante o pontificado
| Data                   | Evento                                                                       | Total |
| ---------------------- | ---------------------------------------------------------------------------- | ----- |
| 7 de setembro de 1590  | Abertura do Conclave de setembro de 1590                                     | 67    |
| 15 de setembro de 1590 | Eleição papal do Cardeal Giovanni Battista Castagna com o nome de Urbano VII | 66    |
| 27 de setembro de 1590 | Morte do Papa Urbano VII (56 anos)                                           | 66    |
| 4 de outubro de 1590   | Morte do Cardeal Federico Cornaro (59 anos)                                  | 65    |
| 8 de outubro de 1590   | Abertura do Conclave do outono de 1590                                       | 65    |
| 5 de dezembro de 1591  | Eleição papal do Cardeal Niccolò Sfondrati com o nome de Gregório XIV        | 64    |